# Gustav Hermann
Gustav Hermann (* 1. April 1876 in Wattenscheid; † 6. Oktober 1951 in Wattenscheid) war ein deutscher Politiker der Sozialdemokratischen Partei Deutschlands (SPD).
Gustav Hermann wurde in einer Bergarbeiterfamilie in Wattenscheid geboren, ein Beruf, den er selbst erlernte. Er war evangelisch und zweimal verheiratet. Mit der ersten Frau Pauline, geb. Männich, hatte er drei Kinder. Seine zweite Frau war Elisabeth, geb. Bender.
Hermann betätigte sich als Gewerkschaftler und war politisch in der SPD aktiv. Am 27. März 1946 wurde er als Nachfolger von Johann Noll Oberbürgermeister von Wattenscheid, dieser war zum Posten des Oberstadtdirektors gewechselt. Allerdings war er in diesem Amt nur bis zum 29. Oktober 1946 tätig. Nach der vorangegangenen Kommunalwahl wurde Hugo Bungenberg (CDU) zum neuen Oberbürgermeister gewählt.
In seiner Position als Stadtverordneter war er unter anderem Mitglied verschiedener Ausschüsse, darunter in den Bereichen Wohlfahrt, Stadtbeschlüsse und Soforthilfe. Weiterhin war er im Sparkassenvorstand. Er verstarb nach längerer schwerer Krankheit am 6. Oktober 1951.